# Safiye Erol
Safiye Erol (* 2. Januar 1902 in Uzunköprü; † 7. Oktober 1964 in Istanbul) war eine türkische Schriftstellerin und Übersetzerin.
Ihr Vater hieß Sami Bey, weshalb sie bis zum Inkrafttreten des Familiennamensgesetzes 1934 unter dem Namen Safiye Sami schrieb.
Von 1921 bis 1926 studierte sie in Marburg und München Philosophie und Semitistik. Ihre Doktorarbeit trug den Namen Die Pflanzennamen in der altarabischen Poesie.
Danach kehrte sie nach Istanbul zurück und begann, für verschiedene Magazine zu schreiben. 1931 heiratete sie.
Ihr Grab befindet sich auf dem Karacaahmet-Friedhof im Stadtteil Üsküdar.
1941 übersetzte sie Selma Lagerlöfs Der Kaiser von Portugallien ins Türkische, 1945 Undine von Friedrich de la Motte Fouqué.

## Werke (Auswahl)
- Kadıköyü'nün Romanı (1938)
- Ülker Fırtınası (1944)
- Ciğerdelen (1946)
- Dineyri Papazı (1955)